# Tetris Friends
Tetris Friends fue un videojuego de Tetris versión online, desarrollada por Tetris Online, Inc. Estaba disponible en su sitio web, y previamente en Facebook. Los usuarios registrados podían comparar sus puntajes con sus amigos y con la comunidad entera. Era la única implementación oficial en Flash de Tetris desarrollada por la compañía oficial del juego. Tetris Friends tenía más de un millón de usuarios registrados.
Tetris Friends disponía de 6 modos de un solo jugador y 5 modos multijugador. Los jugadores obtenían monedas por jugar cualquiera de los modos. Dichas monedas podían usarse para desbloquear nuevas pieles para el juego y nuevos estilos de tetrominó. La versión disponible en Facebook solo tenía 4 de los modos disponibles en la web oficial y no disponía del sistema de monedas, pero tenía un modo especial disponible solo en Facebook.
Todos los modos excepto Tetris 1989 y N-Blox usan el sistema rotacional SRS, disponen la función hold que permitía a los jugadores guardar un bloque para uso futuro, y tienen una vista previa de cuatro tetrominós que permite a los jugadores ver algunos bloques de antemano.

## Cierre
Tetris Friends cerró el 31 de mayo de 2019.

## Recepción
Tetris Friends había tenido críticas positivas en general. PC Review le dio un 4.0/5, indicando que "la jugabilidad es suave y el sitio web es limpio y fácil de navegar. Es simple, pero efectivo". Recibió un puntaje promedio de 4.7/5 con más de 100 reseñas en Jay Is Games.